# Гурський Микола Васильович
Микола Васильович Гурський (нар. 3 лютого 1913, Миколаїв — пом. 29 вересня 1983, Одеса) — лейтенант Робітничо-селянської Червоної армії, учасник німецько-радянської війни, Герой Радянського Союзу (1943).

## Біографія
Микола Гурський народився 3 лютого 1913 року в Миколаєві в сім'ї робітників. Росіянин. У 1934 році закінчив судномеханічний технікум, потім два курси кораблебудівного інституту. У серпні 1941 року Гурський був призваний на службу в Робітничо-селянську Червону армію. З 1942 року — на фронтах німецько-радянської війни. До вересня 1943 року сержант Микола Гурський був механіком 7-го окремого моторизованого понтонно-мостового батальйону 7-ї гвардійської армії Степового фронту. Відзначився під час битви за Дніпро..
29 вересня 1943, коли в районі острова Глинськ-Бородаєвський на території Верхньодніпровського району Дніпропетровської області затонув 16-тонний пором, Гурський, пірнаючи на глибину трьох метрів, зняв з нього мотори, після чого встановив їх на інші пороми, що посприяло успішній переправі решти радянських частин через Дніпро.
Указом Президії Верховної Ради СРСР від 20 грудня 1943 року за «зразкове виконання бойових завдань командування на фронті боротьби з німецькими загарбниками і проявлені при цьому мужність і героїзм» сержант Микола Гурський був удостоєний високого звання Героя Радянського Союзу з врученням ордена Леніна і медалі «Золота Зірка» за номером 1517.
Після закінчення війни лейтенант Гурський був звільнений у запас. У 1950 році він закінчив політехнічний інститут. Проживав в Одесі, працював старшим викладачем Одеського вищого інженерно-морського училища. Помер 29 вересня 1983.
Був також нагороджений рядом медалей.

## Нагороди
- Орден Леніна
- Орден Вітчизняної війни 1-го ступеня
- Медаль «Золота Зірка»